# Hazel Hogarth
Hazel de Bohun Hogarth (* 25. April 1882 in Indien; † 1. Juni 1940) war eine englische Badmintonspielerin.

## Karriere
Hazel Hogarth gehörte zu den bedeutendsten Badmintonspielerinnen der ersten drei Jahrzehnte des 20. Jahrhunderts. Nach einer sieglosen Finalteilnahme gewann sie 1905 erstmals das Damendoppel bei den All England. Zehn weitere Titel folgten im Doppel und Mixed. Ihren letzten Titel erkämpfte sie sich bei den All England 1927.

## Erfolge
| Saison | Veranstaltung                         | Disziplin   | Platz | Name                                   |
| ------ | ------------------------------------- | ----------- | ----- | -------------------------------------- |
| 1904   | All England                           | Damendoppel | 2     | Hazel Hogarth / M. Drake               |
| 1905   | All England                           | Mixed       | 1     | Henry Norman Marrett / Hazel Hogarth   |
| 1905   | Irish Open                            | Mixed       | 1     | Norman Wood / Hazel Hogarth            |
| 1906   | All England                           | Damendoppel | 2     | Mary K. Bateman / Hazel Hogarth        |
| 1906   | Irish Open                            | Mixed       | 1     | Norman Wood / Hazel Hogarth            |
| 1907   | Irish Open                            | Damendoppel | 1     | Hazel Hogarth / Mary K. Bateman        |
| 1907   | Irish Open                            | Mixed       | 1     | Norman Wood / Hazel Hogarth            |
| 1909   | Irish Open                            | Damendoppel | 1     | Hazel Hogarth / Mary K. Bateman        |
| 1909   | Irish Open                            | Mixed       | 1     | George Alan Thomas / Hazel Hogarth     |
| 1912   | All England                           | Mixed       | 1     | Edward Hawthorn / Hazel Hogarth        |
| 1913   | All England                           | Damendoppel | 1     | Hazel Hogarth / Mary K. Bateman        |
| 1913   | All England                           | Mixed       | 2     | Edward Hawthorn / Hazel Hogarth        |
| 1913   | Irish Open                            | Mixed       | 1     | Guy Sautter / Hazel Hogarth            |
| 1914   | All England                           | Mixed       | 1     | George Alan Thomas / Hazel Hogarth     |
| 1914   | Irish Open                            | Mixed       | 1     | George Alan Thomas / Hazel Hogarth     |
| 1920   | All England                           | Mixed       | 1     | George Alan Thomas / Hazel Hogarth     |
| 1920   | Irish Open                            | Mixed       | 1     | Sir George Alan Thomas / Hazel Hogarth |
| 1920   | Irish Open                            | Damendoppel | 1     | Hazel Hogarth / Lavinia Clara Radeglia |
| 1921   | Irish Open                            | Mixed       | 1     | Sir George Alan Thomas / Hazel Hogarth |
| 1921   | Irish Open                            | Damendoppel | 1     | Hazel Hogarth / E. F. Stewart          |
| 1921   | All England                           | Mixed       | 1     | George Alan Thomas / Hazel Hogarth     |
| 1922   | All England                           | Mixed       | 1     | George Alan Thomas / Hazel Hogarth     |
| 1922   | All England                           | Damendoppel | 1     | Margaret Tragett / Hazel Hogarth       |
| 1923   | Scottish Open                         | Damendoppel | 1     | Hazel Hogarth / Kathleen McKane        |
| 1923   | All England                           | Damendoppel | 1     | Margaret Tragett / Hazel Hogarth       |
| 1925   | All England                           | Damendoppel | 1     | Margaret Tragett / Hazel Hogarth       |
| 1927   | All England                           | Damendoppel | 1     | Margaret Tragett / Hazel Hogarth       |
| 1928   | Wales: Internationale Meisterschaften | Mixed       | 1     | T. P. Dick / Hazel Hogarth             |
| 1929   | Wales: Internationale Meisterschaften | Mixed       | 1     | T. P. Dick / Hazel Hogarth             |
| 1930   | Wales: Internationale Meisterschaften | Mixed       | 1     | T. P. Dick / Hazel Hogarth             |
| 1931   | Wales: Internationale Meisterschaften | Damendoppel | 1     | Hazel Hogarth / Thelma Kingsbury       |
| 1932   | Welsh International                   | Mixed       | 1     | T. P. Dick / Hazel Hogarth             |